# Wari
Wari of Huari was een pre-Incarijk in een regio van het huidige Peru.
De kuststreek waar het voormalige rijk lag en de voormalige hoofdstad heten ook nu nog Wari. Het rijk ontstond mogelijk uit de Warpacultuur die zich uitstrekte van de Huantavallei tot rond Ayacucho. De grootste uitbreiding van het rijk vond plaats tussen 600 en 800 n.Chr., en het rijk ging onder na 1000 n.Chr. Daarna bleef een tijdlang een versplinterd geheel over, tot eeuwen later de Inca's hun macht hier weer zouden vestigen.
De Wari waren het eerste volk in Zuid-Amerika waarvan bekend is dat het begon met militaire veroveringen. De Wari onderdrukten iedere culturele uiting van de veroverde volkeren. Hierdoor verdween veel van de orale geschiedenis en culturele kennis. De militaire acties waren vooral gericht tegen de kust- en bergstreken ten noorden van het Tiwanakurijk.

## Ontstaan

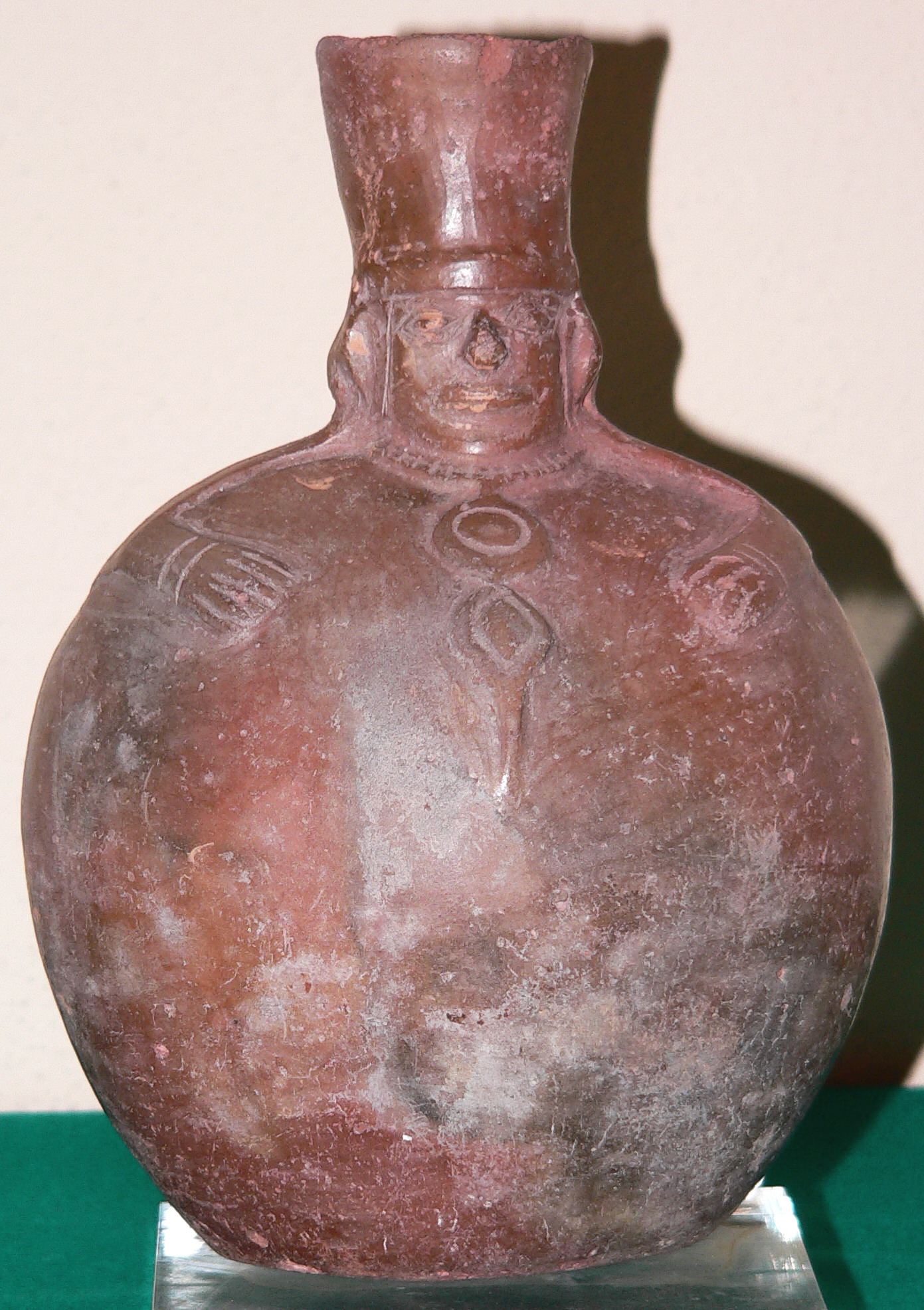
Wari-vaas uit de 7de eeuw

Rond 600 n.Chr. ontstonden in de Andes en de kustregio aan de grote oceaan twee culturen, die al de bestaande rijken onderwierpen: de Wari- en de Tiwanaku-cultuur. De militaristische Wari-cultuur was een opvolger van de Warpa en onderwierp de Recuay, Nazca, Mochica en andere kleinere culturele centra. De naam van de cultuur wordt afgeleid uit de plaats Huari (Wari), het politiek centrum van het koninkrijk. Wari ligt ongeveer 25 kilometer noordoostelijk van de huidige stad Ayacucho in Zuid-Peru.

## Geografische omvang
Tijdens de bloeitijd van de Wari-cultuur in de 9de en 10de eeuw n.Chr. reikte de invloed van Wari over meer dan 1500 kilometer, van Sihuas (Arequipa) en Sicuani (Cuzco) in het zuiden tot Piura en het Marañóndal in het noorden, en besloeg een oppervlakte van 300.000 km². In de hoofdstad leefden destijds op een oppervlakte van 20 km² ongeveer 100.000 mensen. Voorbeelden van de indrukwekkende stadsarchitectuur bevonden zich ook in steden zoals Otuzco (Cajamarca), Tomeval, Pikillaqta en Viracochapampa, die naar het voorbeeld van de hoofdstad waren gebouwd. De bestuurlijke infrastructuur van de Wari wordt met haar wegennet als wegbereider voor die van de latere Inca-cultuur gezien.

## Cultuur

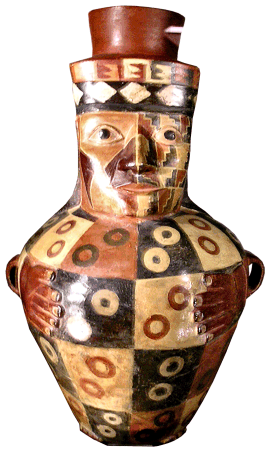
Wari-aardewerk

Voor de bevolking ging de opkomst van de Waricultuur gepaard met grote veranderingen op politiek, sociaal en religieus gebied. Deze veranderingen komen tot uiting in een voor die tijd nieuwe architectuur, stedelijke woningbouw, een uitgebreide infrastructuur en een op oorlogvoering gerichte cultuur. De cultus rond de god Viracocha, de scheppingsgod die het heelal bezielde door iedereen leven in te blazen, overvleugelde die van oudere godheden.
Door de vermenging van verschillende volkeren ontstonden nieuwe veelkleurige stijlen. Karakteristieke elementen zijn complexe versieringen, waarbij dieren zoals de condor en de jaguar veel voorkomen. Deze cultuur wordt kust-Tihuanaco A genoemd. Na het verval van het Wari-rijk herleefden de plaatselijke culturen, met dit verschil dat het aardewerk nu rode, witte en zwarte geometrische figuren had. Dit wordt kust-Tihuanaco B genoemd.

## Architectuur en infrastructuur

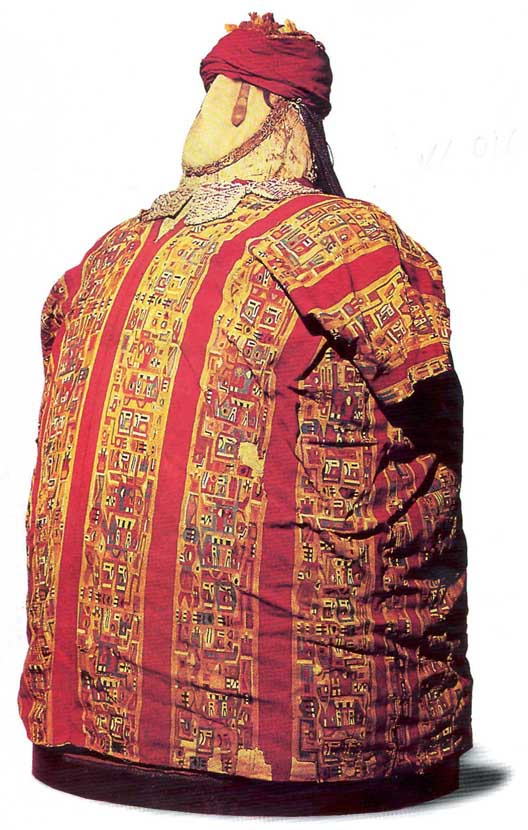
In een graf gevonden Wari-kleding

De Wari waren de eersten die in Zuid-Amerika planmatig steden aanlegden en ze omringden met verdedigingswerken. Vóór die tijd waren steden meer religieuze centra geweest. De hoofdstad Wari bestond behalve uit tempels ook uit paleizen en woonwijken, die door een gecompliceerd systeem van kanalen en aquaducten van water werden voorzien.
Een bouwwerk zoals de Wari-tempel Willkawayin vlak bij Huaraz was zijn tijd ver vooruit. Opgebouwd uit zware megalieten met een zadeldak van zware steenplaten, doorstond dit gebouw in 1970 een aardbeving zonder noemenswaardige schade. Het wegennet van de Wari was technisch even hoogstaand als het wegennet van de latere Inca’s. Vanuit de hoofdstad Ayacucho reikte het tot het Titicacameer in het zuiden en Piura in het noorden.

## Ondergang
In de 11de eeuw van de christelijke jaartelling begon de economische teruggang van het Wari-rijk. De bevolking nam af en de steden in het hoogland werden een voor een verlaten. Later werden ook de steden aan de kust verlaten en trokken de bewoners zich in dorpen terug. De oorzaak daarvan zou kunnen liggen in klimatologische veranderingen, die in samenhang met El Niño de ondergang van deze cultuur veroorzaakt hebben. Na de ondergang van de Waricultuur werd het gebied gedurende meerdere eeuwen gekenmerkt door regionale rijkjes en culturen.

## Politieke eenheid of niet

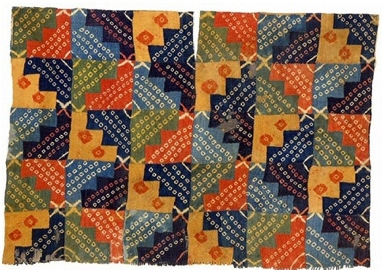
Wari-textiel, waarschijnlijk een kledingstuk (Peru, 750-950 AD)

Hierboven zijn de woorden Wari-cultuur en Wari-rijk door elkaar gebruikt. Culturele eenheid impliceert niet per definitie politieke eenheid. Sommige archeologen zoals Ruth Shady zijn van mening dat er geen centraal geleid Wari-rijk heeft bestaan maar dat er sprake was van een losse structuur van Wari-centra. Andere geleerden zoals William Isbell, Katherine Schreiber en Luis Lumbreras zijn van mening dat er wel sprake was van een gecentraliseerd rijk.